# Maximilian Teuffel
Maximilian Teuffel, friherre von Güntersdorf, död 1631, var en tysk krigare i svensk tjänst.

## Biografi
Teuffel var först i kejserlig tjänst innan han under 1620-talets första hälft gick i svensk tjänst. Han blev chef för ett tyskt regemente om 1073 man och deltog med dessa i slaget vid Wallhof 1626. Samma år fick han tillsammans med överste Streiff (han som sålt Gustaf II Adolf hästen med samma namn) i uppdrag att värva stora skaror infanteri och kavalleri i Tyskland. Emellertid blev stora delar av de totalt 4000 man värvade trupperna skingrade av den polske fältherren Stanisław Koniecpolski under slaget vid Czarne i april 1627, där Teuffel blev tillfångatagen. Utväxlad 1628 blev han chef för hovregementet (senare den berömda så kallade "Gula brigaden" (Gula regementet)) och deltog med ära i fältmarskalken Herman Wrangels seger i slaget vid Gurzno den 2 februari 1629. Han tog också del i stormningarna av Griefenhagen, Demmin och Frankfurt an der Oder. 
De två följande åren deltog han med betydelse i flera stormningar och slag och slog följe med Gustaf II Adolfs trupper på väg mot Breitenfeld 1631. I det följande slaget förde Teuffel centern, bestående av Gula, Blå och Röda brigaderna. När han emellertid under stridens lopp skulle utföra en konungens order, dödades han av en kula. 
Teuffel var utan tvekan en av de mest framstående fältherrarna som verkade i den svenska hären under denna tid.